# Сарсфилд, Антониу
Антониу Алешандре Сарсфилд Родригеш (порт. António Alexandre Sarsfield Rodrigues; 29 октября 1905, Леса-да-Палмейра, Матозиньюш — 17 июля 1994, Фажозеш, Порту) — португальский легкоатлет, выступавший в беге на короткие дистанции. Участник летних Олимпийских игр 1932 года.

## Биография
Антониу Сарсфилд родился 29 октября 1905 года в португальском районе Леса-да-Палмейра.
Выступал в легкоатлетических соревнованиях за «Порту».
В 1932 году вошёл в состав сборной Португалии на летних Олимпийских играх в Лос-Анджелесе. В беге на 100 метров занял в 1/8 финала 5-е место, показав результат 11,5 секунды, уступив 0,3 секунды попавшему в четвертьфинал с 3-го места Фернандо Ортису из Мексики. Также был заявлен в беге на 200 метров, но не вышел на старт.
Умер 17 июля 1994 года в португальском селе Фажозеш.

## Личный рекорд
- Бег на 100 метров — 10,6 (1932)[1]